# 花の舞拍子
『花の舞拍子』（はなのまいひょうし）は宝塚歌劇団の舞台作品。雪組公演。
脚本・演出は酒井澄夫。
併演作品は『青き薔薇の軍神』。

## 解説
※『宝塚歌劇100年史（舞台編）』の宝塚大劇場公演のページを参照
日本人の祭りの心をテーマに、春から夏を江戸、夏から秋を民謡、そして冬から春を慶長と、春夏秋冬をあしらいながら、それぞれの祭りを通してその中から湧き上がってきた民衆の力を舞拍子として表現した日本物のショー作品。
麻実れい・遥くららのトップコンビに、花組から異動してきた寿ひずるを中心とした汀夏子・宝塚退団後の新生雪組のお披露目公演。
花柳寿楽が作・演出と振付を担当した。

## 公演期間と公演場所
- 1980年10月3日 - 11月11日[3]　宝塚大劇場
- 1981年3月4日 - 3月30日[4]　東京宝塚劇場

## 宝塚大劇場公演のデータ
形式名は「舞踊詩」。10場。

### スタッフ（宝塚大劇場）
- 作・演出：花柳寿楽[5]
- 作曲[5]・編曲[5]：寺田瀧雄、入江薫、筒井広志
- 作曲：杵屋栄三郎[5]
- 音楽指揮：橋本和明[5]
- 振付[5]：花柳寿楽、花柳錦之輔
- 装置：石浜日出雄[5]
- 衣装[5]：静間潮太郎、中川菊枝
- 照明：今井直次[6]
- 音響：松永浩志[6]
- 小道具：万波一重[6]
- 効果：吉田雄二[6]
- 演出助手[6]：中村暁、石田昌也
- 制作：武井泰治[6]